# Marthe Keller
Marthe Keller (ur. 28 stycznia 1945 w Bazylei) – szwajcarska aktorka i reżyserka operowa. Nominowana do Złotego Globu dla najlepszej aktorki drugoplanowej za występ w filmie Maratończyk (1976).

## Życiorys
Urodziła się w Bazylei. Jej ojciec był hodowcą koni. W dzieciństwie uczyła się baletu, jednak w wieku szesnastu lat, po wypadku narciarskim, musiała przestać tańczyć. Po ukończeniu studiów filozoficznych i socjologicznych na uniwersytecie we Frankfurcie, kształciła się na scenie w szkole Stanisławskiego w Monachium i szkole teatralnej Brechta w Berlinie. Swoje rzemiosło doskonaliła w kilku niemieckich produkcjach telewizyjnych oraz na scenie z Heidelberg Repertory Company i Schiller Theater w Berlinie.
Po raz pierwszy wystąpiła na ekranie w telewizyjnej adaptacji sztuki Jeana Giraudoux Wojny trojańskiej nie będzie (Der trojanische Krieg findet nicht statt, 1964). Wkrótce Guy Hamilton zaangażował ją do roli Brigit w dreszczowcu szpiegowskim Pogrzeb w Berlinie (Funeral in Berlin, 1966) u boku Michaela Caine’a. W 1968 przeniosła się do Paryża, gdzie wystąpiła na scenie w przedstawieniu Dzień w śmierci Joe Egg (1969) i jako Masza w Trzy siostry (1979) w reż. Luciana Pintilie. Pojawiła się też w trzech odcinkach serialu Arsène Lupin (1971) jako hrabina Natasza. Jej przełomową rolą była postać Sarah i Rachel Stern w melodramacie Claude’a Leloucha Całe nasze życie (1974). Kreacja Elsy Opel w dreszczowcu Johna Schlesingera Maratończyk (1976) przyniósł jej nagrodę Bambi i nominację do Złotego Globu dla najlepszej aktorki drugoplanowej. Z kolei za rolę Elisabeth w dreszczowcu Charlesa Jarrotta Amator (The Amateur, 1981) otrzymała nominację do Nagrody Genie. Jako Tina, kochanka Romano (Marcello Mastroianni) w melodramacie Nikity Michałkowa Oczy czarne (1987) była nominowana do David di Donatello dla najlepszej aktorki drugoplanowej.
W 2001 zdobyła nominację do Tony Award i Drama Desk za rolę pani Bertholt w sztuce Abby’ego Manna Wyrok w Norymberdze (Judgment at Nuremberg) wystawionej na Broadwayu.
Przewodniczyła jury Złotej Kamery na 47. MFF w Cannes (1994) oraz jury sekcji "Un Certain Regard" na 69. MFF w Cannes (2016). Zasiadała w jury konkursu głównego na 30. MFF w Cannes (1977) oraz w jury Złotej Kamery na 55. MFF w Cannes (2002).

## Życie prywatne
W latach 1970–1975 była związana z Philippe de Brocą, z którym ma syna Alexandre (ur. 1971). Od listopada 1976 do listopada 1978 spotykała się z Alem Pacino.